# Popular (chanson de The Weeknd)
Pour les articles homonymes, voir Popular.
Singles de The Weeknd
Double Fantasy
(2023) K-pop
(2023)
Pistes de The Highlights (Deluxe)
One of the Girls
(19) I Was Never There
(21
Singles par Madonna
Back That Up to the Beat
(2022) Vulgar
(2023)
Singles par Playboi Carti
Off The Grid
(2021) Carnival
(2024)
Clip vidéo
[vidéo] « Popular », sur YouTube
Popular est une chanson du chanteur canadien The Weeknd, accompagné du rappeur américain Playboi Carti et de la chanteuse américaine Madonna, sortie le 2 juin 2023, sous les labels XO et Republic Records. Servant à l'origine de second single pour The Idol, Vol. 1, qui devait initialement être l'album de la bande originale de la série télévisée HBO The Idol. La chanson a été incluse tardivement dans la version deluxe 2024 de la compilation des plus grands hits de The Weeknd, The Highlights. Cette chanson de RnB contemporain a été écrite par The Weeknd, Johnny Flippin, Playboi Carti, Metro Boomin, Michael Walker, Mike Dean, Sam Levinson et Tommy Rush.

## Contexte
Le 31 mai 2023, The Weeknd annonce que The Idol, Vol. 1, la bande-son prévue pour la série The Idol, qui devait initialement sortir le 30 juin, allait inclure un single avec sa participation, celle de Playboi Carti et celle de Madonna, dont le titre serait « Popular ». Un extrait de la chanson avait été teasé pour la première fois au Festival de Cannes 2023, où la série passait en première le 22 mai 2023. La chanson est officiellement sortie en tant que second single de la bande-son, le 2 juin 2023,.
Ce qui devait être normalement une collaboration seulement entre The Weeknd et Playboi Carti, avec une version différente avant l'arrivée de Madonna sur le projet, s'est justifié dans l'interview de The Weeknd avec Zane Lowe sur Apple Music 1, où il déclare : « I’ve always wanted to work with her », et où il ajoute aussi : « I’ve always wanted to write and produce a Madonna album… well, co-produce with her, of course. She’s a visionary and she has such a singular vision, and I just want to come into her world and create a classic Madonna album. That was always my dream. Hopefully this is the appetizer for that. », (« J'ai toujours voulu travailler avec elle », « J’ai toujours voulu écrire et produire un album de Madonna… enfin, coproduire avec elle, bien sûr. C’est une visionnaire et elle a une vision tellement singulière, et je veux juste entrer dans son monde et créer un album classique de Madonna. Cela a toujours été mon rêve. J'espère que c'est l'apéritif pour cela. »).
Le 26 janvier 2024, après avoir constaté une résurgence des succès commerciales, un EP avec plusieurs versions du single sort.

## Composition
Popular est une chanson de RnB contemporain avec un midtempo, dont les paroles font allusion « à l'attrait et aux pièges de la gloire de la fortune », faisant référence à une femme qui « qui fera tout pour atteindre le statut de célébrité »,.
Starr Bowenbank du Billboard a appelé cette chanson une « slinky track » (soit une « piste glissante » en traduction littéral), chargé de « synthétiseurs en plein essor et de percussions piquantes » rappelant la pop urbaine RnB du début des années 2000.
La chanson contient d'ailleurs un sample de la chanson When I Get You Home de Twista, en collaboration avec Jamie Foxx et Pharrell Williams, sortie en 2005.

## Réception critique
Popular a été bien reçu dans l'ensemble par les critiques de musique. Dans une revue positive pour Billboard, Jason Lipshutz écrit : « The Weeknd, Madonna et Playboi Carti fonctionnent comme les drames pré-boardroom de Kendall, Shiv et Roman : ce qui ressemble à une étrange collection d'artistes sur papier se complètent bien, avec The Weeknd et Madonna fournissant des fioritures pop sur des rythmes entraînants et Carti accentuant la chanson avec certains de ses marmonnements de marque pour peaufiner ce qui pourrait être une chanson d'été entraînante. »
Saisie par les paroles, Jennifer Zhan de Vulture a salué la chanson comme un nouvel hymne pour les « chasseurs d'influence ».
Sebas E. Alonso de Jenesaispop a complimenté la chanson, et a notamment déclaré qu'elle sonnait un peu comme une collaboration de rêve entre Madonna et Michael Jackson.
À sa sortie, Popular a remporté un sondage mené par Billboard comme la nouvelle sortie musicale préférée des auditeurs de la semaine. Le 24 juin 2023, Rolling Stone l'a classé comme l'une des meilleures chansons de l'année jusqu'à présent.

## Succès commercial
La chanson a fait ses débuts et a culminé à la 43e place du Billboard Hot 100 avec 10,1 millions de streams, 2 millions d'impressions d'audience et 4000 exemplaires vendus dès la première semaine, selon le média Luminate. La chanson a donné à Madonna sa première entrée dans le classement en 8 ans environ depuis la sortie de Bitch I'm Madonna en 2015, son plus haut classement en 11 ans depuis Give Me All Your Luvin' sortie en 2012 et sa 58e entrée dans le classement au total,.
Les débuts de Popular ont fait de Madonna l'une des rares artistes à figurer au Hot 100 pendant cinq décennies consécutives, et la deuxième femme à réaliser cet exploit après Cher. Popular est resté dans les charts pendant 19 semaines. La chanson marque également la première chanson RnB numéro un de Madonna sur un palmarès Billboard, en tête des ventes de chansons numériques RnB. Le 20 juin 2024, la chanson est certifiée platine, qui est devenue la première chanson à réaliser cela depuis 4 Minutes en collaboration avec Justin Timberlake, sortie en 2008.
Dans le Royaume-Uni, Popular a culminé à la 10e place devenant ainsi le single de Madonna le plus haut placé au Royaume-Uni depuis que Celebration a atteint la troisième place en 2009 et son 64e succès dans le top 10 sur quatre décennies non consécutives. Cela a prolongé le record de Madonna en tant qu'artiste féminine avec le plus de chansons parmi les dix premières du classement. Il s'agissait également du premier top 10 de Playboi Carti et du 16e single top 10 de The Weeknd dans le pays. Popular débute également dans le top 30 dans un assez grand nombre de pays, incluant par exemple l'Islande, l'Inde, la Lituanie, la Suisse, mais aussi le Canada et l'Australie pour les endroits où le morceau a débuté dans le top 10.

## Promotion
Pour accompagner sa sortie, The Weeknd publie un visuel du morceau sur sa chaîne YouTube, avec un montage de clips et de photos de la première de la série au Festival de Cannes 2023 et de « l'afterparty »,. Le 25 juin 2023, afin de promouvoir la chanson, The Weeknd a mis en ligne une performance live de celle-ci sur YouTube. The Weeknd a aussi performé la chanson pendant la seconde partie de sa tournée After Hours til Dawn Tour.
Un clip du morceau a aussi été dévoilé le 15 février 2024, exclusivement sur Fortnite,. La vidéo a été tournée en août 2023 et présente des plans de The Weeknd dansant et buvant à la Hatfield House, Madonna dansant et se roulant sur un canapé dans un appartement de grande hauteur, Playboi Carti dansant autour d'une Mercedes-Benz Maybach, ainsi que des scènes supplémentaires dans toute l'Écosse comme le château de Dundas. La vidéo a été diffusée une semaine plus tard sur YouTube.

## Liste des pistes
- Single en streaming et digital[38]

1. Popular - 3:35
2. Popular (sped up) - 3:07
3. Popular (slowed) - 4:18
4. Popular (instrumental) - 3:35
5. Popular (a cappella) - 3:35

- Vinyle de 7 pouces[39]

1. One of the Girls - 4:04
2. Popular - 3:35

## Classements et certifications
| Classement (2023-2024)                  | Meilleure position |
| --------------------------------------- | ------------------ |
| Allemagne (GfK Entertainment)           | 21                 |
| Argentine (Monitor Latino)              | 7                  |
| Australie (ARIA)                        | 8                  |
| Australie Hip Hop/R&B (ARIA)            | 5                  |
| Autriche (Ö3 Austria Top 40)            | 16                 |
| Belgique (Wallonie Ultratop 50 Singles) | 15                 |
| Bolivie (Monitor Latino)                | 12                 |
| Bulgarie (Prophon)                      | 2                  |
| Canada (Canadian Hot 100)               | 10                 |
| Canada CHR/Top 40 (Billboard)           | 22                 |
| Canada Hot AC (Billboard)               | 32                 |
| CEI (TopHit)                            | 106                |
| Corée du Sud BGM (Circle Chart)         | 80                 |
| Corée du Sud Download (Circle Chart)    | 183                |
| Croatie (HRT)                           | 3                  |
| Danemark (Tracklisten)                  | 17                 |
| Émirats arabes unis (IFPI)              | 4                  |
| Équateur (Monitor Latino)               | 11                 |
| Estonie (TopHit)                        | 21                 |
| États-Unis (Hot 100)                    | 43                 |
| États-Unis (Dance/Mix Show Airplay)     | 33                 |
| États-Unis (Hot R&B/Hip-Hop Songs)      | 14                 |
| États-Unis (Pop Airplay)                | 14                 |
| États-Unis (Rhythmic Songs)             | 7                  |
| Finlande (Suomen virallinen lista)      | 50                 |
| France (SNEP)                           | 77                 |
| Global 200 (Billboard)                  | 13                 |
| Grèce (IFPI)                            | 2                  |
| Guatemala (Monitor Latino)              | 17                 |
| Honduras (Monitor Latino)               | 14                 |
| Hongrie (Single Top 40)                 | 26                 |
| Inde (IMI)                              | 3                  |
| Irlande (Irish Singles Chart)           | 15                 |
| Islande (Tónlistinn)                    | 9                  |
| Italie (FIMI)                           | 82                 |
| Japon (Billboard Japan)                 | 2                  |
| Lettonie (LAIPA)                        | 4                  |
| Lettonie Airplay (LAIPA)                | 4                  |
| Liban (The Official Lebanese Top 20)    | 3                  |
| Lituanie (AGATA)                        | 12                 |
| Lituanie Airplay (TopHit)               | 55                 |
| Luxembourg (Billboard)                  | 16                 |
| MENA (IFPI)                             | 16                 |
| Mexique (Monitor Latino)                | 13                 |
| Norvège (VG-lista)                      | 11                 |
| Nouvelle-Zélande (RMNZ)                 | 6                  |
| Paraguay (Monitor Latino)               | 11                 |
| Pays-Bas (Single Top 100)               | 23                 |
| Pologne (Polish Streaming Top 100)      | 51                 |
| Portugal (AFP)                          | 23                 |
| République dominicaine (Monitor Latino) | 20                 |
| Roumanie (Billboard)                    | 12                 |
| Royaume-Uni (UK Singles Chart)          | 10                 |
| Salvador (Monitor Latino)               | 3                  |
| Singapour (RIAS)                        | 28                 |
| Slovaquie (IFPI Singles Digitál)        | 5                  |
| Suède (Sverigetopplistan)               | 27                 |
| Suisse (Schweizer Hitparade)            | 11                 |
| Suriname (Nationale Top 40)             | 35                 |
| Tchéquie (IFPI Singles Digitál)         | 27                 |
| Turquie (Radiomonitor Turkiye)          | 1                  |

| Classement (2023)                        | Meilleure position |
| ---------------------------------------- | ------------------ |
| Estonie Airplay (TopHit)                 | 23                 |
| Lettonie Airplay (TopHit)                | 81                 |
| Lituanie Airplay (TopHit)                | 68                 |
| Slovaquie (IFPI Singles Digitál Top 100) | 6                  |

### Certifications
| Région                                                                     | Certification | Ventes/Streams |
| -------------------------------------------------------------------------- | ------------- | -------------- |
| Allemagne (BVMI)                                                           | Or            | 300 000‡       |
| Australie (ARIA)                                                           | 3 × Platine   | 210 000‡       |
| Belgique (BEA)                                                             | Or            | 20 000‡        |
| Brésil (PMB)                                                               | Diamant       | 160 000‡       |
| Danemark (IFPI Danmark)                                                    | Platine       | 90 000‡        |
| Espagne (Promusicae)                                                       | Or            | 30 000‡        |
| États-Unis (RIAA)                                                          | Platine       | 1 000 000‡     |
| France (SNEP)                                                              | Platine       | 200 000‡       |
| Grèce (IFPI Grèce)                                                         | 2 × Platine   | 4 000 000*     |
| Italie (FIMI)                                                              | Platine       | 100 000‡       |
| Nouvelle-Zélande (RMNZ)                                                    | 2 × Platine   | 60 000‡        |
| Pologne (ZPAV)                                                             | Platine       | 50 000‡        |
| Portugal (AFP                                                              | Platine       | 10 000‡        |
| Royaume-Uni (BPI)                                                          | Platine       | 600 000‡       |
| xNon précisé par la certification ‡ventes/streaming selon la certification |               |                |

## Historique de sortie
| Région     | Date            | Format                                  | Version(s)         | Label           | Ref.    |
| ---------- | --------------- | --------------------------------------- | ------------------ | --------------- | ------- |
| Divers     | 2 juin 2023     | - Téléchargement - Streaming            | Original           | - XO - Republic | [ 111 ] |
| États-Unis | 6 juin 2023     | - Hit radio comtemporain - Rhythmic CHR | Original           | - XO - Republic | [ 112 ] |
| Divers     | 26 janvier 2024 | - Téléchargement - Musique              | Single de 5 pistes | - XO - Republic | [ 38 ]  |
| États-Unis | 14 juin 2024    | Vinyle de 7 pouces                      | Original           | - XO - Republic | [ 39 ]  |